# Reichstag zu Worms (1069)
Der Reichstag zu Worms 1069 war eine Reichsversammlung, die unter König Heinrich IV. im Juni 1069 in Worms stattfand. In Erinnerung geblieben ist sie vor allem durch den – vergeblichen – Versuch Heinrich IV., sich von seiner Frau zu trennen.

## Kontext
Heinrich (IV.), am 11. November 1050 geboren, wurde aus politischen Gründen im Alter von fünf Jahren, Weihnachten 1055, in der Königspfalz Zürich mit der damals vierjährigen Bertha von Savoyen (Bertha von Turin) verlobt. Heinrich IV. wurde nach dem frühen Tod seines Vaters, Heinrich III., bereits mit sechs Jahren König. Nach einer turbulenten Zeit der Regentschaft war er auf dem Reichstag zu Worms 1065 für volljährig erklärt worden. Im folgenden Jahr heiratete er Bertha von Savoyen. Wie die beiden Hauptbeteiligten zu der Heirat standen, ist unklar.

## Verhandlungen
Der König erklärte auf dem Reichstag in Worms 1069 gegenüber den Versammelten – ohne dass das in irgendeiner Weise erwartet oder vorbereitet worden war –, dass er sich von seiner Frau trennen wolle. Sowohl die weltlichen Folgen eines solchen Schritts – etwa die zu erwartende feindliche Reaktion der Verwandten der Königin – als auch die kirchlichen Folgen – ein Verstoß gegen die prinzipielle Unauflöslichkeit der Ehe – hatte der König wohl unzureichend bedacht. Sein Argument war, dass die Königin und er die Ehe nie vollzogen hätten – was Bertha bei einer Befragung bestätigte. „Die inhaltliche Verhandlung dieser heiklen Thematik vor den Fürsten [dürfte] an Peinlichkeit kaum zu überbieten gewesen sein.“ Die Anwesenden – insbesondere die kirchlichen Würdenträger – waren derart konsterniert von dem Wunsch und Vorgehen des Königs, dass sie zu keinem Beschluss kamen, sondern erst weiteren (päpstlichen) Rat einholen wollten. Nur Lampert von Hersfeld erwähnt eine Absprache zwischen dem König und  Erzbischof Siegfried I. von Mainz im Vorfeld, die dem Erzbischof an anderer Stelle Vorteile zusagte, wenn er den König in der Angelegenheit der Ehetrennung unterstütze. Lampert war ein entschiedener Gegner Heinrich IV. Erzbischof Siegfried I. von Mainz schrieb in der Angelegenheit sofort an Papst Alexander II., ohne das Anliegen des Königs in diesem Brief zu unterstützen.
Die Angelegenheit wurde also vertagt und erst auf einer zweiten Reichsversammlung im Herbst 1069 in Frankfurt am Main zu Ende gebracht.
Ein weiterer Gegenstand der Beratungen war ein Streit zwischen dem Erzbischof von Mainz und dem Kloster Fulda über den Zehnten in Thüringen.
Der König begab sich von Worms aus nach Regensburg, die Königin ins Kloster Lorsch.

## Teilnehmer
Als Teilnehmer der Reichsversammlung in Worms 1069 ist namentlich außer dem König und Erzbischof Siegfried I. von Mainz niemand bekannt. Alle anderen werden nur pauschal erwähnt, es waren aber mehrere Bischöfe anwesend.